# Anosia signata
Anosia signata är en fjärilsart som beskrevs av Talbot 1943. Anosia signata ingår i släktet Anosia och familjen praktfjärilar. Inga underarter finns listade i Catalogue of Life.